# Club Deportivo Boiro
Club Deportivo Boiro é um clube de futebol espanhol com sede em Boiro, na comunidade autônoma da Galiza. Atualmente, disputa a Terceira Divisão Espanhola. O clube manda seus jogos no Campo Municipal de Barraña.

## História
O clube foi fundado em 1966.